# Eppo Cremers (1823-1896)
Epimachus Jacobus Johannes Baptista Cremers (Groningen, 15 juni 1823 – Zürich, 27 oktober 1896) was een Nederlands politicus.
Cremers was een gefortuneerde Groninger van katholieken huize, hij was een zoon van de Groninger burgemeester Franciscus Jacobus Joannes Cremers en oomzegger van politicus Eppo Cremers (1766-1815). Cremers was lid van de Provinciale Staten van Groningen en werd in 1864 minister van Buitenlandse Zaken. Als aanbeveling voor die benoeming gold behalve dat hij financieel onafhankelijk was, dat hij veel gereisd had en zeven talen sprak. Hij ging in 1866 over van het kabinet-Thorbecke II naar het kortstondige kabinet-Fransen van de Putte. Daarna werd hij Tweede Kamerlid en in 1885 Kamervoorzitter. In 1891 werd hij nog Eerste Kamerlid. Hij was zeer bevriend met de vooraanstaande Groningse liberale hoogleraar B.D.H. Tellegen en met Fransen van de Putte. Hij trouwde op latere leeftijd met diens pleegdochter.
- Biografisch Portaal: 05116831
- Digitale Bibliotheek voor de Nederlandse Letteren: crem011
- Parlement.com: vg09lkzjh4zm